# ألبرت كليغمان
ألبرت مونتغمري كليغمان (بالإنجليزية: Albert Kligman) (17 مارس 1916 - 9 فبراير 2010) هو طبيب جلدية شارك في اختراع ال ريتين_أ -العلاج الشعبي لحبوب الشباب- مع حيمس فولتون سنة 1969
كلينجمان كان من أكثرالأطباء المشهورين عندما قام بتجاربه على نزلاء سجن هولمزبرج في فيلادفيا و هي فضيحة أثيرت بعد أعوام من حدوثها، حيث كانت ضمن التجارب الغير أخلاقية التي أجريت على البشر في الولايات المتحدة.

## حياته
كلينجمان ولد في فيلاديفيا لأبويين يهويديين من المهاجرين , والده من أوكرانيا و والدته من إنجلترا ز
طفل التحق كلينجمان بالكشافة , مما زرع فيه حبا للنباتا خلال رحلاته في الريفز
و من خلال الدعم المادي من يسمون جريينبرج أحد أشهر الرابيين في ذلك الوقت , التحق كلينجمان بجامعة بينسسلفينيا و نجح في البكالوريوس عام 1939

## دراسته و إختراعاته
كان كلينجمان معروفا بغزارة إنتاجه و صلابه علمه في مجاله هذا , في حين ان في ذلك الوقت , كان هذا المجال ناضبا.
و عمل أيضا في الجمع ما بين مجالي مستحضرات التجميل و الطب ليؤسس مصطلح الكوزموسيوتيكال أي التجميل الصيدلي بالإضافة الي الفوتوايجيينج
كان التعرف عل استخدام التريتينوين مع د. جيمس ايز فولتون و د. جريج بليوسج كعلاج لحب الشيباب و التجاعيد كأبرز إنجازانهم في مجال الجلدية .و بيع هذا المستحضر تحت اسم ريتين_أ أدر على كلينجمان أموالا طائلة ز فكان داعما كريما لجامعة بينسيلفينيا و تحديدا قسم الجلدية وصل دعمه الي أكثر من 4 ميليون دولار حتى 1998

## تجاربه الجلدية الجدلية
برغم من اساهاماته العلمية , كلينجمان عرف باجرائه تجارب على البشر في سجن هولمزبيرج في فيلاديلفيا , الذي ابتدأ العمل به لمكافحة مرض سعفة القدم (القدم الرياضي ) بدعوة من مسئولي السجن . حينها وجد في بيئة السجن و ظروفه فرصة هائلة لتطبيق و تنفيذ تجارب على عشرات السجناء لصالح شركات الادوية و المنظمات الحكومية بين عامي 1965 و 1966 . فعَرض كلينجمان 75 سجين لجرعات عالية جدا من الديوكسين المادة الفعالة الرئيسة فيما يعرف ب العامل البرتقالي و هو أحد وسائل الحرب الكيمائية و جني أيامها 10.000 دولار من شركة داو للكيماويات , بينما دفعت مبالغ أخرى للسجناء الخاضعين للتجارب مقابل تعريضهم لبعض الامراض عن طريق العدوى المقصودة لل هيربس و الستافيلوكوككس و مرض القدم الرياضي . و للأسف هذه النقود ذهبت أيضا لتتسبب في نتيجة أخرى ألا و هي ان تلك القوة الاقتصادية مكنتهم من اجبار بعض زملائهم في السجن لتقديم خدمات جنسية لهم.
خدمات كلينجمان للحكومة الأمريكية في التجارب على السجناء لم تتوقف على الأدوية الجلدية بل تمادت الي تجربة الأدوية النفسية لصالح وزارة الدفاع.
و بينما دفع كلينجمان بان تجاربه كانت وفقا لمعايير الاخلاقيات في تلك الحقبة , رفع أكثر من 300 سجين ضده دعاوي في المحاكم الأمريكية و شملت هذه الدعاوي جامعة بنسيلفانيا و شركة جونسون اند حونسون كخصوم. حيث كان في تلك التجارب اختراقا لما يعرف بكود نوريمبرج . و لكن أسقطت الدعوى لتقادم الجريمة , و ان كان الرأي العام قد استخدم تلك القضية لإيقاف التجارب المعملية و الطبية في السجون.
و أصبحت تجارب كلينجمان مثالا صارخا في الكتب للتجارب اللأخلاقية
و بخلاف الجدال القائم على التجارب علي السجناء , وجد كلينجمان في عين إدارة الاغذية و الدواء الأمريكية كمدلس للنتائج مما أدي لمنع دواءه لفترة من الزمان.

## حياته الشخصية
تزوج كلينجمان ثلاث مرات . طلق في الأولي و ترمل في الثانية بينما توفى ازاء أزمة قلبية في عام 2010 عن عمر يناهز ال 93 عاما